# Listă de oameni de știință arabi
Această listă este incompletă. Orice adăugire este binevenită
Această listă conține numai oamenii de știință musulmani din Arabia, Spania islamică sau Persia, din perioada antichității și evului mediu.
Cuprins: Început - 0–9 A B C D E F G H I J K L M N O P Q R S T U V W X Y Z

## A
- Abulcasis, vezi Al-Zahrawi
- Ahmad ibn Fadlan (secolul al X-lea) scriitor și călător
- Ahmad ibn Majid (m. aprox. 1500), navigator și cartograf
- Alhazen (Abu Ali al-Hasan Ibn Al-Haytham) (965 - 1039): filozof, teolog, matematician, astronom
- Ali ben Isa (secolul al IX-lea): astronom; împreună cu Khalid bin Abdulmalik a măsurat circumferința Pământului
- Armen Firman (c. 830-?): a realizat una dintre cele mai vechi parașute
- Averroes (1126-1198): filozof, matematician, medic
- Avenzoar (1091 – 1161) a fost medic, farmacist și chirurg
- Avicenna

## B
- Al-Battani (850-929): astronom, matematician. Cea mai mare realizare a sa o constituie determinarea anului solar. A pus bazele trigonometriei moderne introducând câteva funcții trigonometrice.
- Al Biruni

## D
- Ib Duraid (837-934): geograf, genealog, poet, filolog. A scris un vast dicționar arab și lucrări despre genealogia unor triburi arabe.

## F
- Al-Farabi
- Abul Faraj al-Isfahani (897-967): istoric arab, celebru prin cartea sa Kitab al-Aghani (Cartea cântecelor), lucrare enciclopedică despre cântecele arabe, compozitori, poeți, muzicieni.
- Abu al-Fida (1273-1331), istoric și geograf

## G
- Geber (721-815): un adevărat geniu multidisciplinar, considerat părintele chimiei, pune bazele metodei de cercetare științifică de mai târziu accentuând rolul experimentului sistematic. Eliberează astfel alchimia de superstiții, orientând-o pe drumul științei.

## H
- Omar Haiām
- Al-Hallaj
- Ibn Al-Haytham: vezi Alhazen
- Ibn Hawqal (943-c. 969), scriitor și geograf

## I
- Ibrahim ibn Sinan (908-946), matematician și astronom
- Muhammad al-Idrisi (1099-1166), considerat ca fiind cel mai mare geograf și cartograf al Evului Mediu
- Ibn Tufayl (1105-1185), filozof

## J
- Jabir ibn Hayyan: vezi Geber
- Al-Jazari (1136-1206), savant și inventator
- Johannitius vezi Hunayn ibn Ishaq

## K
- Khalil ibn Ahmad (718-791), scriitor și filolog
- Al-Kindi (801-873), filozof, matematician, medic, astrolog și astronom
- Ibn Khaldun (1332-1406), istoric, filozof și sociolog, considerat părintele sociologiei

## M
- Al-Ma`arri
- Al-Mawardi (972-1058), sociolog, jurist, diplomat

## N
- Ibn al-Nafis (c. 1213-1288), savant cu activitate în diverse domenii ca: fizică, anatomie, filologie, sociologie

## R
- Al-Razi
- Ibn Rushd, vezi Averroes

## S
- Ibn al-Shatir (1304-1375), astronom

## T
- Tabari
- Thabit ibn Qurra (836-901), matematician și astronom
- Ibn al-Thahabi (m. 1033), medic

## W
- Abul Wafa

## Z
- Al-Zahrawi (936 - 1013), medic, chirurg, chimist, cosmetician
- Al-Zarqali (1028-1087), matematician și astronom
- Ibn Zuhr, vezi Avenzoar